# Asparuh
Asparuh ali Isperih (bolgarsko Аспарух, latinizirano: Asparuh ali Исперих, Isperih), prabolgarski vladar v drugi polovici 7. stoletja, zaslužen za ustanovitev Prvega bolgarskega cesarstva leta 680/681, * okrog 640, † 701, Ukrajina.
Turški naslov kan,  ki se običajno uporablja zanj in za njegove naslednike, je nekoliko sporen.

## Zgodnje življenje
Imenik bolgarskih kanov pravi, da je bil Asparuh iz plemena Dulo in je vladal 61 let. Tako dolgo obdobje vladanja zaradi kronoloških neskladij ne more biti točno. Bolj verjetno je, da je toliko časa živel. Po kronologiji, ki jo je razvil Moskov, bi Asparuh lahko vladal od leta 559 do 695. Druge kronologije pogosto navajajo, da je vladal do leta  700 ali 701, kar pa se ne sklada s podatki iz Imenika. Po bizantinskih virih je bil Asparuh mlajši sin kana Kubrata, ki je v stepah sedanje Ukrajine ustanovil obsežno državo Veliko Bolgarijo. Asparuh bi lahko dobil politične in državniške izkušnje med dolgoletnim vladanjem svojega očeta, ki je (po Moskovovi kronologiji) umrl leta 665. Po očetovi smrti bi se vladanja lahko naučil od starejšega brata Batbajana, vendar je država zaradi napada Hazarov leta 668 razpadla. Brata sta se po razpadu države ločila in vsak zase iskala bolj varno novo domovino.

## Ustanovitev Prvega bolgarskega cesarstva
Asparuh je s 30.000-50.000 Prabolgari prišel do Donave in se medtem, ko je arabski kalif Muavija I. oblegal Konstantinopel, naselil v delti Donave, verjetno na izginulem otoku Peuce. Ko se je obleganje Konstantinopla končalo, je bizantinski cesar Konstantin IV. leta 680 krenil na vojni pohod proti Prabolgarom in njihovim slovanskim zaveznikom in jih prisilil, da so se umaknili v utrjene tabore. Cesar je moral zaradi bolezni zapustiti bojišče, v njegovi vojski pa so se zatem začele širiti govorice, da je pobegnil. Bizantinski vojaki so začeli dezertirati, Prabolgari in njihovi zavezniki pa so se prebili skozi obroč in leta 680 v bitki pri Ongali porazili nasprotnika. Po bitki se je Asparuh hitro pomaknil iz delte Donave na Balkan.

## Vladanje
Asparuhova zmaga je omogočila osvojitev Mezije in ustanovitev nekakšnega zavezništva med Prabolgari in lokalnimi slovanskimi plemeni Severjani in plemensko zvezo Sedmih slovanskih plemen. Ko je Asparuh leta 681 krenil na pohod preko gora v bizantinsko Trakijo, se je Konstantin IV. odločil, da bo z njimi sklenil mir in Prabolgarom plačeval letni tribut. Na te dogodke se sedaj gleda kot na ustanovitev bolgarske države in njeno priznanje s strani Bizantinskega cesarstva.
Asparuh je dal kaneje zgraditi veliki središči Pliska in Drăstăr in najmanj eno obrambno obzidje od Donave do Črnega morja. Sodobni znanstveniki se sprašujejo, ali je prav Asparuh izbral Plisko za svojo prestolnico, ker je bila prvotna bolgarska prestolnica blizu Varne. Bolgarska država je imela stoletje ali dve  po ustanovitvi mnogoetnične in  hegemonistične značilnosti.

## Smrt
Asparuh je umrl nekje ob Donavi v spopadu s Hazari. Po eni od teorij, ki jo je razvil bolgarski zgovovinar Vaklinov, je pokopan nekje pri Voznesenki ob Dnepru v Ukrajini.  Kompilacija Volških Prabolgarov Ja'far Tarikh (Zgodovina Džagfarja) iz 17. stoletja, katere verodostojnost je vprašljiva, opisuje Atil'kesa (Asparuha) kot sina in naslednika Kurbata (Kubrata) in očeta in predhodnika Tarvila (Tervela) in Ajarja, ki je sicer neznan, lahko pa bi bil eden od dveh izgubljenih oseb v Imeniku.

## Zanimivost
Po Asparuhu se imenuje gora Asparuh Peak na Južnih Šetlandskih otokih na Antarktiki.